# الساندرو گامبادوری
الساندرو گامبادوری (انگلیسی: Alessandro Gambadori؛ زادهٔ ۳ ژانویهٔ ۱۹۸۱) بازیکن فوتبال اهل ایتالیا است.
از باشگاه‌هایی که در آن بازی کرده‌است می‌توان به باشگاه فوتبال آسکولی، باشگاه فوتبال پیستویزه، باشگاه فوتبال مونتسا، باشگاه فوتبال پیزا، باشگاه فوتبال ساسولو، باشگاه فوتبال لیورنو، و باشگاه فوتبال وارزه اشاره کرد.